# Audrey Bonnet
Pour les articles homonymes, voir Bonnet.
Audrey Bonnet est une actrice française née en 1975.

## Biographie
Audrey Bonnet se forme au cours Florent avant d'intégrer le Conservatoire national supérieur d'art dramatique. De 2003 à 2006 elle est pensionnaire de la Comédie-Française. Elle est lauréate du prix de la meilleure comédienne des palmarès du théâtre 2013 pour la pièce Clôture de l'amour de Pascal Rambert, dans laquelle elle joue aux côtés de Stanislas Nordey.

## Théâtre
- 1999 : La Vie de Galilée de Bertolt Brecht, mise en scène Jacques Lassalle, Théâtre national de la colline
- 2000 : Sallinger de Bernard-Marie Koltès, mise en scène Jean-Christophe Saïs, Théâtre Gérard-Philipe
- 2001 : La Princesse Maleine de Maurice Maeterlinck, mise en scène Yves Beaunesne, Théâtre national de la colline
- 2002 : Visites de Jon Fosse, mise en scène Marie-Louise Bischofberger, Théâtre Vidy-Lausanne, Festival d'Avignon, Bouffes du Nord
- 2003 : Le Fou d'Elsa de Louis Aragon mise en scène Johanna Nizard, Othello Vilgard, Mathieu Genet et Audrey Bonnet, La Maison du comédien
- 2003 : Quatre quatuors pour un week-end de Gao Xingjian, mise en scène de l'auteur, Comédie-Française, Théâtre du Vieux-Colombier
- 2003 : La Nuit des rois ou Ce que vous voulez de William Shakespeare, mise en scène Andrzej Seweryn, Comédie-Française, Salle Richelieu
- 2004 : Fables de La Fontaine de Jean de La Fontaine, mise en scène Robert Wilson, Comédie-Française, Salle Richelieu
- 2004 : Le Grand Théâtre du monde et Procès en séparation de l'âme et du corps de Pedro Calderon de la Barca, mise en scène Christian Schiaretti, Comédie-Française, Salle Richelieu
- 2004 : Le Privilège des chemins de Fernando Pessoa, mise en scène Éric Génovèse, Comédie-Française, Studio-Théâtre
- 2005 : Le Début de l'A. de Pascal Rambert, mise en scène de l'auteur, Comédie-Française, Studio-Théâtre
- 2005 : Tartuffe de Molière, mise en scène Marcel Bozonnet, Comédie-Française, Salle Richelieu
- 2005 : Le Cid de Pierre Corneille, mise en scène Brigitte Jaques-Wajeman, Comédie-Française, Salle Richelieu
- 2006 : Pelléas et Mélisande de Maurice Maeterlinck et Claude Debussy, mise en scène Jean-Christophe Saïs, Théâtre de la ville, les Abbesses
- 2006 : La Double Inconstance de Marivaux, mise en scène Christian Collin, Théâtre national de Chaillot
- 2007 : La Seconde Surprise de l'amour de Marivaux, Mise en scène Luc Bondy, Théâtre des Amandiers, Bouffes du Nord
- 2008 : Andromaque d'Euripide, Mise en scène Jean-Christophe Saïs, Tunisie, Espagne
- 2008 : Le Début de l'A. de Pascal Rambert, mise en scène de l'auteur, Théâtre de Gennevilliers
- 2009 : Comme il vous plaira de William Shakespeare, mise en scène Daniel Hurstel, Château de Saint-Marcel-de-Félines
- 2009 : Sables et Soldats d'Oriza Hirata, mise en scène de l'auteur, Théâtre de Gennevilliers
- 2009 : Aurélia Steiner de Marguerite Duras, mise en scène Catherine Gottesman, Théâtre du Temps, Atrium de Chaville
- 2009 : Amphitryon de Molière, mise en scène Bérangère Jannelle, Théâtre de la ville, les Abbesses
- 2010 : L'Échange de Paul Claudel, mise en scène Bernard Levy, Théâtre de l'Athénée[5]
- 2010 : Hamlet version 3, mise en scène Yves-Noël Genod, Théâtre de Vanves
- 2010 : Gary-Jouvet d'après la correspondance Jouvet-Gary et Tulipe ou la protestation de Romain Gary, mise en scène Gabriel Garran, Théâtre de la commune
- 2011 : Marie Stuart de Friedrich Von Schiller, mise en scène Daniel Hurstel, Théâtre de Saint-Marcel-de-Félines
- 2011 : Les Météores de Mathieu Genet, mise en scène de l'auteur
- 2011-2014 : Clôture de l'amour de Pascal Rambert, mise en scène de l'auteur, Festival d'Avignon[6],[7], Théâtre de Gennevilliers, Théâtre du Rond-Point
- 2012 : Ghosts in the Backseat, mise en scène Marc Lainé, La Ferme du Buisson, Festival Temps d'images
- 2012-2014 : L'Épreuve de Marivaux, mise en scène Clément Hervieu-Léger, Théâtre de l'Ouest parisien
- 2013 : Yerma de Federico García Lorca, mise en scène Daniel San Pedro, Chateauvallon, Théâtre de l'Ouest parisien, puis tournée[8],[9]
- 2013 : Hors-d'œuvre, chefs-d'œuvre et maîtres queux, conception Rémi De Vos
- 2015 : Répétition de Pascal Rambert, mise en scène de l'auteur, Théâtre de Gennevilliers, Théâtre Vidy-Lausanne[10]
- 2015-2016: Dans la solitude des champs de coton de Bernard-Marie Koltès, mise en scène Roland Auzet, Théâtre des Célestins, Théâtre des Bouffes-du-Nord[11]
- 2017 : Jeanne au bûcher d'Arthur Honegger, Opéra de Lyon[12]
- 2017 - 2018 : Le Pays Lointain de Jean-Luc Lagarce,  mise en scène Clément Hervieu-Léger, TNS, Théâtre des Célestins, tournée
- 2017 : Actrice de Pascal Rambert, mise en scène de l'auteur, théâtre des Bouffes du Nord[13]
- 2018 : Actrice de Pascal Rambert, mise en scène de l'auteur, théâtre des Célestins, tournée
- 2018 : Sœurs de Pascal Rambert, mise en scène de l'auteur, théâtre des Bouffes du Nord[14]
- 2019 : Architecture de Pascal Rambert, mise en scène de l'auteur, festival d'Avignon[15], puis théâtre des Bouffes du Nord et tournée
- 2022 : Andando Lorca 1936 de Federico García Lorca, mise en scène Daniel San Pedro, théâtre des Bouffes du Nord et tournée[16]
- 2023 : Mon absente de Pascal Rambert, mise en scène de l'auteur, Théâtre national de Strasbourg, MC93 Bobigny[17]
- 2024 : Clôture de l'amour de Pascal Rambert, mise en scène de l'auteur, théâtre de l'Atelier
- 2025 : Anatomie d'un suicide d'Alice Birch, mise en scène de Christophe Rauck, Théâtre Nanterre-Amandiers, puis Théâtre National Populaire[18]

## Filmographie

### Cinéma
- 2002 : Bord de mer de Julie Lopes-Curval : Lilas
- 2005 : Avant l'oubli d'Augustin Burger : Pauline
- 2007 : De la guerre de Bertrand Bonello :
- 2009 : La Seconde Surprise de l'amour de Vitold Krysinsky (TV) :
- 2011 : La Ligne blanche d'Olivier Torres : Sandra
- 2012 : Augustine d'Alice Winocour : Aimée
- 2015 : Les Anarchistes d'Elie Wajeman : Madeleine Lessage
- 2016 : The End de Guillaume Nicloux : la jeune femme
- 2016 : Personal Shopper d'Olivier Assayas : Cassandre
- 2017 : Jeune femme de Léonor Séraille : le médecin
- 2018 : Un peuple et son roi de Pierre Schoeller : femme Landelle
- 2023 : Conann de Bertrand Mandico : Cimère
- 2024 : Pan to Mime de Michel Zumpf

### Télévision
- 2020 : Atelier Vania, adaptation filmée de la pièce Oncle Vania par Jacques Weber : Sonia

## Distinctions
- 2013 : Prix de la meilleure comédienne du palmarès du théâtre pour Clôture de l'amour
- Molières 2015 : Nomination au Molière de la comédienne dans un spectacle de théâtre public pour Répetition
- Molières 2018 : Nomination au Molière de la comédienne dans un second rôle pour Actrice